# Deposito ATM Desio
Il deposito di Desio è un'infrastruttura di servizio del trasporto pubblico a Desio per la rimessa e la manutenzione delle vetture tranviarie dell'ATM.

## Storia
L'edificio venne costruito nel 1912 come deposito e officina per le vetture in uso sulla tranvia Milano-Carate/Giussano, in un'area all'epoca non urbanizzata tra i comuni di Desio e Seregno. Fino al 1952 l'impianto fu altresì utilizzato occasionalmente dalla tranvia Monza-Meda-Cantù, che correva lungo l'attuale Via Due Palme (sul lato est della struttura).
Dal secondo dopoguerra il deposito ricevette numerose vetture provenienti dalle linee interurbane progressivamente dismesse, tra cui i bloccati serie 500 e 800, già in dotazione alle linee celeri per Gorgonzola, Cassano d'Adda, Vaprio d'Adda; e successivamente sulla tranvia Milano-Vimercate. Quando nel 1982 fu chiusa la tratta fino a Seregno, presso il deposito si attestò il capolinea della tranvia. Dalla dismissione della linea per Vimercate, avvenuta l'anno precedente, la Milano-Desio era divenuta l'ultima tranvia interurbana rimasta attiva in Lombardia, insieme alla linea 179 per Limbiate. Nel 2011 il servizio per Desio è stato sospeso in attesa della riconversione della linea in metrotranvia, determinando la conseguente cessazione di ogni attività nella struttura.
Nonostante alcuni tram siano stati trasferiti prima della chiusura nei depositi di Precotto e Varedo, circa 50 vetture versano insieme al deposito stesso in totale stato di abbandono. Dal 2019 ogni ipotesi di recupero (o demolizione) del sito è vincolata dall'approvazione del Ministero dei beni culturali.
Il giorno 26 febbraio 2022 alcuni mezzi tranviari ricoverati all'aperto nel deposito sono stati coinvolti in un incendio di possibile natura dolosa, pertanto ATM, al fine di procedere con la messa in sicurezza dell'area ha avviato, previa autorizzazione ottenuta dal Ministero, il trasferimento delle vetture giudicate più significative presso il deposito di Precotto, in attesa di ulteriori sviluppi; i primi esemplari sono stati prelevati e trasportati con autocarri speciali nelle giornate successive del 25 e 26 luglio.